# Endomychus coccineus
Endomychus coccineus is een keversoort uit de familie Endomychidae. De wetenschappelijke naam van de soort werd als Chrysomela coccinea in 1758 gepubliceerd door Carl Linnaeus.